# Lago Berta Superior
El lago Berta Superior es un lago de origen glacial andino ubicado en el departamento Languiñeo, en el oeste de la provincia del Chubut, Patagonia argentina.

## Geografía
El lago ocupa la porción occidental de una línea perpendicular a los Andes, mientras que el lago Berta Inferior ocupa la parte oriental del valle glacial. El lago se extiende de oeste a este en una longitud de 1,9 kilómetros y con una anchura media de 0,50 km. 
El lago está rodeado por todos lados por un hermoso bosque andino patagónico, que consiste principalmente de lengas (Nothofagus pumilio). Además está dominado por los picos nevados de Cerro Llano (de 1776 metros de altura sobre el nivel del mar).

## Hidrología
La parte superior del lago Berta es el principal afluente de la parte inferior, distante a sólo 550 metros en línea recta, hacia el este. Ambos lagos forman parte cuenca del Río Engaño/Tigre, un afluente en la orilla izquierda del río Carrenleufú/Palena.